# كروسندرة الماساي
كروسندرة الماساي (الاسم العلمي:Crossandra massaica) هي نوع من النباتات تتبع جنس الكروسندرة من الفصيلة الأقنتية.